# Эрак, Илья Осипович
Илья́ О́сипович (Ио́сифович) Эра́к (1862, Одесса — 1934) — русский инженер и архитектор.

## Биография

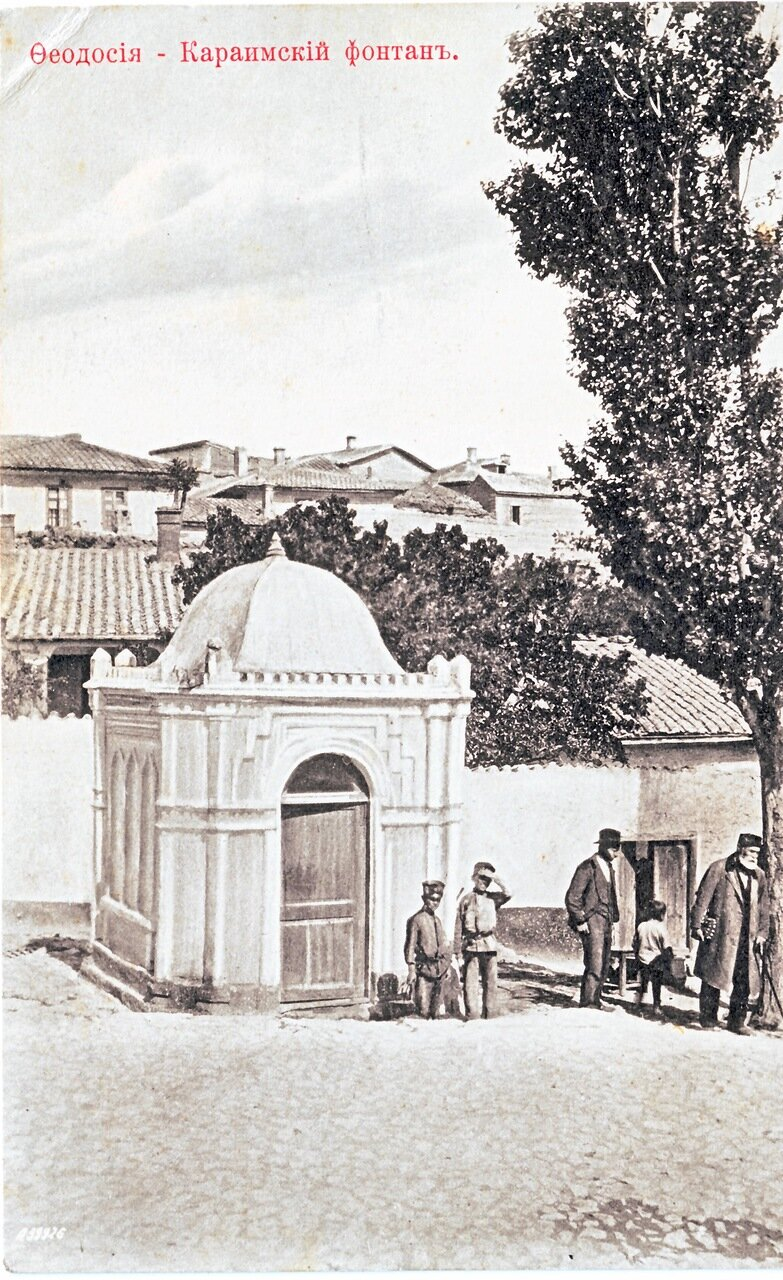
Фонтан Субашского водопровода, сооружённый И. О. Эраком в Феодосии на Караимской слободе

Родился в караимской семье. Отец — поэт, драматург и переводчик Иосиф Исаакович Эрак (1832, Константинополь — 1896, Одесса). В 1879 году был выпущен из механического отделения дополнительного класса 1-го Санкт-петербургского реального училища; в 1884 году окончил Санкт-Петербургский практический технологический институт по специальности «технолог механического отделения». В годы учёбы состоял в кружке «Народной воли» в Санкт-Петербурге.
В мае 1888 года был назначен производителем работ по строительству Феодосийско-Субашского водопровода. Об этих работах написал научную статью «Объяснительная записка к техническому отчету по сооружению водопровода», напечатанную в Сборнике материалов по устройству в Феодосии водоснабжения из источника Субаш (Феодосия, 1890). В 1890 году в Феодосии за средства караимской благотворительницы Бикенеш-тота Хаджи построил фонтан, располагавшийся напротив кенассы в Караимской слободке на Фонтанной площади и получивший название «Караимского фонтана». Сам фонтан представлял собой небольшое четырёхугольное здание в эклектическом стиле, увенчанное куполом. Внутри находилось помещение для человека, отпускающего воду. Во время Великой Отечественной войны Караимский фонтан был разрушен. Также известно, что И. О. Эрак был строителем водопровода в городе Болграде Одесской области. В 1902 году вошёл в состав строительной комиссии по вопросу о постройке дома одесского караимского общества на углу Ришельевской и Троицкой улиц.
Техническая и строительная контора Эрака находилась в Одессе на ул. Базарной, 33 в доходном доме Гелеловича. Илья Осипович занимался устройством внутреннего и наружного освещения: был представителем бельгийского анонимного общества «Вашингтон» и берлинской фабрики «Г. Гилль и К°». В области строительства внедрял новые технологии. Так, например, имели распространение бесщелевые полы и строительные детали из фирменного материала «Фама». На ниве благотворительности финансировал обучение студентов-караимов из небогатых семей. После революции передал всё своё недвижимое имущество государству, за что ему была выделена четырёхкомнатная квартира.
Умер в 1934 году.

## Семья
Жена — Татьяна Самойловна Гелелович, приёмная дочь Гелеля Моисеевича Гелеловича. Имели пять сыновей и двух дочерей:
- Марк Ильич Эрак (1896, Евпатория — 4 мая 1938, Владивосток), врач, работал во Владивостокском районе. Арестован 30 декабря 1937 года Особым отделом Управления государственной безопасности Тихоокеанского флота по 58-й статье за участие в «антисоветском заговоре на Тихоокеанском Флоте», осуждён 4 мая 1938 года Верховным Судом СССР к расстрелу и расстрелян в тот же день во Владивостоке. Реабилитирован 23 ноября 1957 года Верховным Судом СССР[12].

- Гелель Ильич Эрак (1901—1976), похоронен на одесском 3-м еврейском кладбище[13].

- Михаил Ильич Эрак (1903—1986), похоронен на одесском 3-м еврейском кладбище[14].

- Надежда Ильинична Эрак (род. в Одессе), зубной врач, была замужем за сыном одесского газзана И. М. Кефели Виктором[15].

Сестра — Екатерина Осиповна Эрак, была женой педагога, выпускника Санкт-Петербургского университета Моисея Ильича Казаса и матерью художника Михаила Моисеевича Казаса.